# ISO 5218
國際標準化組織的ISO 5218國際標準以一位數定義人類性别表示法。其目標是在資訊（信息）系統以可靠的方法表示人類性别。
使用的代碼是：
- 0 = 未知項，
- 1 = 男性，
- 2 = 女性，
- 9 = 未規定項（未指明）。

此標準指明先男後女的顺序僅反映發起此標準的國家的習慣。
中华人民共和国国家标准GB/T 2261.1-2003《个人基本信息分类与代码 第1部分：人的性别代码》与ISO 5218类似。
《中華民國國家標準》CNS 8381《資訊交換-人類性别表示法》與ISO 5218類似。中華民國國民身分證統一編號共計十碼，最左邊第一碼為英文字母區域碼，第二碼為性別碼，就有應用ISO 5218及CNS 8381的1號男性和2號女性。